# Forcipomyia willisa
Forcipomyia willisa är en tvåvingeart som beskrevs av Debenham 1987. Forcipomyia willisa ingår i släktet Forcipomyia och familjen svidknott. Inga underarter finns listade i Catalogue of Life.